# Amenukal dei Kel Adagh
Lista degli amenukal dei Kel Adagh (Adrar degli Ifoghas) (della tribù nobile dei Kel Afella "Quelli del Nord").
A differenza degli amenukal dell'Ahaggar e di altre tribù tuareg, in questa tribù la matrilinearità non è la norma, e un amenukal di solito è figlio del precedente amenukal.
Secondo varie tradizioni la lista di amenukal parte da Mohammed Aïtta, che sarebbe stato di origine "sceriffale", cioè un discendente del Profeta.
- Mohammed Aïtta (epoca imprecisata)
- Abdu Salam (epoca imprecisata)
- Idda (epoca imprecisata)
- Didda (epoca imprecisata)
- Elkhassan (epoca imprecisata)
- Malik (epoca imprecisata)
- Sid Ormar ag Malik (epoca imprecisata)
- Deffa (nipote di Sid Ormar - epoca imprecisata)
- Khammadin (m. circa 1880)
- Illi (circa 1880-1908)
- Safikhun (fratello minore del precedente 1908-1912)
- Mohammed wan Ferzu (1912-1913)
- Attaher ag Illi (1913-1914)
- Elfakri ag Illi (fratello maggiore del precedente 1914-1915)
- Attaher ag Illi (1915-1962)
- Intalla ag Attaher (1962-2014[1])
- Mohamed Ag Intalla (figlio del precedente 2014- in carica)

Da tempo, soprattutto dopo l'indipendenza e l'integrazione nello stato del Mali, la carica è sostanzialmente solo onorifica, ma i tuareg mantengono in considerazione il loro amenukal, che al marzo 2006 risultava anziano e malato, in cura presso un ospedale parigino, ma che è stato ancora attivo durante la ribellione dell'Azawad del 2012, aderendo dapprima al MNLA e poi al HCUA, da lui presieduto e diretto dal figlio, Alghabass Ag Intalla.